# Llyn y Fan Fawr
Llyn y Fan Fawr (in gallese: 'grande lago (vicino) al picco') è un lago naturale nella contea di Powys, Galles. Si trova ai piedi del Fan Brycheiniog, la vetta più alta della catena delle Black Mountain (in gallese: Y Mynydd Du) all'interno del Parco nazionale di Brecon Beacons. Creato a seguito dell'azione glaciale, è uno dei più grandi laghi glaciali del Galles meridionale. l lago è di forma approssimativamente rettangolare con il suo asse longitudinale orientato grosso modo nord-sud. 
La superficie del Llyn y Fan Fawr si trova a circa 1815 piedi o 605 m sul livello del mare. Il suo deflusso principale è il fiume Tawe. Gran parte della terra intorno al lago è torbosa e quindi bagnata sotto i piedi.